# Edmund I. ze Schwarzenbergu
Edmund resp. Emond I., svobodný pán ze Schwarzenbergu (německy Edmund I., Freiherr von Schwarzenberg * kolem 1486 / 1500, Hohenlandsberg, Střední Franky – 16. března 1553) byl německý šlechtic z rodu Seinsheimů, svobodný pán ze Schwarzenbergu, pán z Birsetu a Champlonu v Belgii a major v Lutychu.

## Život
Narodil se jako druhý syn svobodného pána Erkingera II. ze Seinsheimu († 1510/1518) a Apolonie z Marku († 1540), vdovy po Dirkovi/Dietrichovi z Pallant-Wildenburg († 1481), dceři Jana II. z Mark-Arenbergu (1410–1470) a hraběnky Anny z Wilnesburg († 1480). 
Jeho starší bratr Vilém I. (1486–1526) byl svobodný pán ze Seinsheimu (1510–1526).

### Manželství a potomstvo
Emond I. ze Schwarzenbergu se v roce 1536 v Herk-de-Stadt oženil s Eleonorou z Corswaremu († 1583), dceři Jakuba z Corswaremu († 8. května 1511) a Kateřiny z Huy-Birset. Z jejich manželství se narodilo deset dětí:  
- Erhard († 1546, zavražděn v Gingenu)
- Bedřich († 27. února 1591), kanovník u sv. Lamberta v Lutychu
- Jakub († 23. června 1565, zabit v St. Elme), komtur Řádu německých rytířů
- Antonín
- Albertina († 15. ledna 1579), abatyše v Berkenrode
- Eleonora († 20. listopadu 1599)
- Anna († 1578), provdaná za Jana z Rossemu († 24. listopadu 1558)
- Adriana (1538 – po 1574), provdaná za Daniela z Ghor-dem Wijzer († po 1574)
- Kateřina (1539 – 17. ledna 1551), provdaná za Adolfa z Gulpenu († 18. května 1568)
- Emond II. ze Schwarzenbergu (asi 1540 – 2. října 1620), svobodný pán ze Schwarzenbergu, pán z Birsetu, ženatý I. s Claudine z Barbançonu († kolem 6. dubna 1601), II. 1602 s Magdalenou Berge von Trips († 1603), III. před r. 1609 s Markétou t'Serclaes († 1634)